# Þorskafjörður
Der Þorskafjörður (dt. Dorschfjord) ist ein Fjord im Westen Islands.

## Geografie und Verkehr
Dieser Fjord ist ein nördlicher Seitenfjord des Breiðafjörður im Süden der Westfjorde.
Er reicht 16 km weit ins Land und ist bis zu 1,5 km breit.
Am Fordeingang zweigen der Gufufjörður und der Djúpifjörður ab.
Die Landenge zwischen dem Berufjörður im Süden und dem Þorskafjörður im Norden ist knapp 3 km breit.
Südlich des Þorskafjörður liegt die Halbinsel Reykjanes.
Um den inneren Teil des Fjordes verlaufen 12 km des Vestfjarðavegur  durch den Südwesten nach Ísafjörður.
Es gibt Untersuchungen ob und wie man in diesem Bereich den Straßenverlauf verbessern kann.
Ganz innen im Þorskafjörður zweigt der Þorskafjarðarvegur   ab.
Er führt 23 km in nördliche Richtung über die Þorskafjarðarheiði zum Djúpvegur , der Hauptverbindung nach Ísafjörður.

## Geschichte
Die Þorskfirðinga saga (Gull-Þóris saga) bezieht sich auf den Þorskafjörður.
Im Þorskafjörður liegt der jetzt unbewohnte Hof Skógar.
Hier wurde 1835 Matthías Jochumsson geboren, Dichter der isländischen Nationalhymne und von Theaterstücken.